# Paolo Salvati
Paolo Salvati (Rome, 22 février 1939 — 24 juin 2014 dans la même ville) est un peintre italien.

## Biographie
Né à Rome le 22 février 1939, dans une maison sur la Via Labicana. Peintre expressionniste, en 1967, il expose une série d'œuvres à l'huile sur toile Cagliari, Oristano, Bosa, Ghilarza, Paulilatino, jusqu'en 1969. Depuis 1970, il a participé à des expositions d'art plastique à la Piazza di Spagna et à la Galleria Alberto Sordi puis à la Galleria Colonna à Rome.
Il travaille comme portraitiste à la Piazza Navona à Rome depuis 1973, utilisant des pastels sur papier, huile sur toile, peinture miniatures représentant des monuments romains et des paysages fictifs. 
Amoureux de concert de musique de guitare, sa passion s'engage également dans la lutherie.
Il quitte la Piazza Navona après la rencontre fortuite d’un collectionneur d'œuvres d'art durant l’été 1993, Don Agostino Chigi Albani della Rovere (1929-2002).
Le 13 décembre 2005 il est reconnu « Citoyen illustre » par la région du Lazio.
En 2006, le critique Andrea De Liberi parle de lui et sa biographie apparaît dans la revue Culture de l'Institut Européen des Politiques Culturelles et de l'environnement.
En juillet 2009, à Trani, il rencontre le critique d'art Paolo Levi et a participé à la Biennale d'art contemporain, exposition organisée par la  fondation Giuseppe De Nittis.
Le 27 décembre 2012, sur proposition de la Présidence du Conseil des Ministres, Salvati a été honoré du titre de Chevalier de l'Ordre du Mérite de la République italienne.

## Œuvres
- Sogna l'amore (1972),
- Pierre Bleue (1973-1974),
- Les Rêves de Printemps d'Haute Montagne (1974),

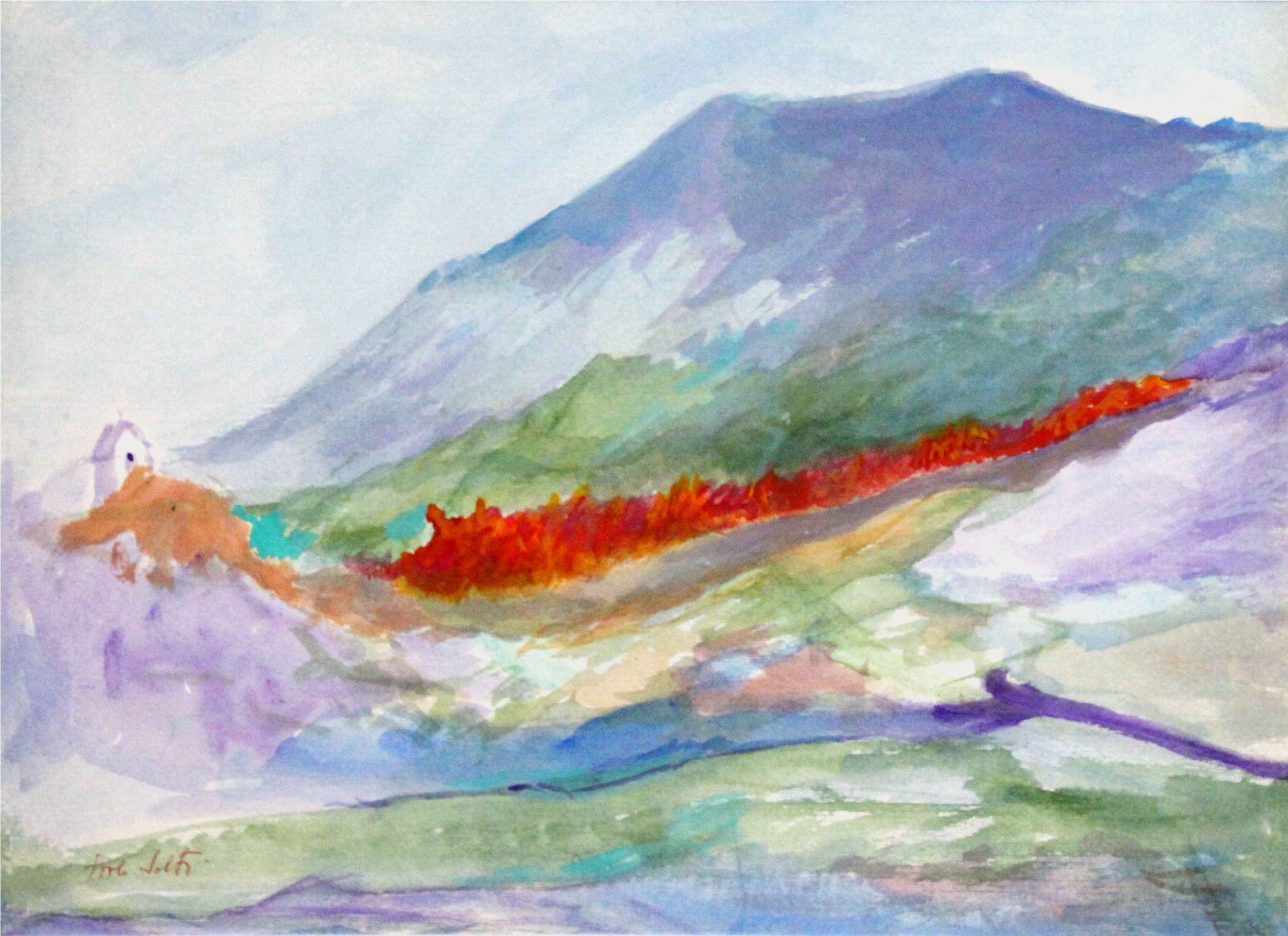
Paolo Salvati - Paysage

- Les Rêves de Printemps d’Été (1975),
- Arbres Bleus (1980),
- la Montagne Jaune (1991),
- série appelée Frondes Rouges (1993, 1994 et 2000), paysages, marines, et portraits[5].

## Paolo Salvati dans les musées
- Musée Municipal d'Art de Anticoli Corrado[6].